# Гостиражни
Гостиражни (на македонска литературна норма: Гостиражни) е село в община Долнени на Северна Македония.

## География
Селото е разположено в Прилепското поле, северозападно от град Прилеп, в северозападните поли на Бабуна.

## История

### Етимология
Афанасий Селишчев и академик Иван Дуриданов смятат, че първоначалната форма на името е Гостиражда притежателно прилагателно с жд от dj с притежателен суфикс -jā ж. р. (според вьсь „село“) от *Gostiradja, производно от личното име Гостирад, като е сравнимо чешкото лично име Hostirad. Днешната форма Гостиражни  е еволюирала през Гостираждьне, нагодено към средния род на село. Сравними са сръбското селищно име Гостирадићи, полските пол. Gościradz, Gościradów и чешкото Hostěradice.

### В Османската империя
Селото е споменато в Трескавецкия поменик от XVI – XVII век като Гостиражда и Гостиражни.
В XIX век Гостиражни е село в Прилепска каза на Османската империя. „Етнография на вилаетите Адрианопол, Монастир и Салоника“, издадена в Константинопол в 1878 година и отразяваща статистиката на населението от 1873 година Гостирани (Gostiragni) е посочено като село с 36 домакинства и 146 жители българи.
Според статистиката на Васил Кънчов („Македония. Етнография и статистика“) от 1900 година Гостиражни е населявано от 272 жители българи християни.
На Етнографската карта на Битолския вилает на Картографския институт в София от 1901 година Гостиражни (Гострач) е чисто българско село в Прилепската каза на Битолския санджак с 45 къщи.
В началото на XX век цялото население на селото е под върховенството на Българската екзархия. По данни на секретаря на екзархията Димитър Мишев („La Macédoine et sa Population Chrétienne“) в 1905 година в Гостиражни има 360 българи екзархисти.
В селото функционира и народно основно училище с име „Крали Марко“ в периода на българското управление през 1941-1944 година.

### В Сърбия, Югославия и Северна Македония
След Междусъюзническата война в 1913 година селото попада в Сърбия.
По време на Първата световна война Гостиражни е включено в Костинската община и има 437 жители
На етническата си карта на Северозападна Македония в 1929 година Афанасий Селишчев отбелязва Гостиражне като българско село.
Според преброяването от 2002 година Гостиражни има 108 жители – 45 македонци и 63 албанци.
Църквата в селото е „Свети Атанас“.

## Личности
Родени в Гостиражни
- Пройче Велянов Найдоски-Сокле (1920 - 1942), югославски партизанин, отбил военна служба в България и се присъединил към Прилепския партизански отряд „Димитър Влахов“. След разбиването на отряда влиза в Прилепския отряд „Гьорче Петров“, където заедно с още 8 души загива в сражение при манастира „Свети Никола“ край Прилепец.[12]
- Стоян Котев , кметски наместник в периода от 1941 до 1944 година[13]
- Стефан Старчев, учител в село Гостиражни в период от 1941 до 1944 година[13]

Починали в Гостиражни
- Стефан Димитров (1876 – 1905), български революционер
- Илия Панагюрчето (? – 1905), български революционер, четник при Георги Сугарев[14]